# Hipermnestra
Hipermnestra, na mitologia grega, foi a filha mais velha de Dánao, casada com Linceu, filho mais velho de Egito.
Egito e Dánao eram irmãos gêmeos, filhos de Belo e Anquírroe, filha de Nilo. Belo reinou na Líbia e Egito na Arábia, mas Egito subjugou o país dos melampoides, que passou a se chamar Egito. Egito tinha cinquenta filhos, e Dánao cinquenta filhas; a conselho de Atena, Dánao construiu barcos e fugiu do Egito, e, chegando a Argos, recebeu o reino de Gelanor.
Os filhos de Egito foram a Argos e exigiram de Dánao que desse suas cinquenta filhas em casamento a eles; Hipermnestra, a mais velha, se casou com Linceu, o mais velho. O nome da mãe de Hipermnestra era Elefantis, ela tinha uma irmã chamada Gorgófona; o nome da mãe de Linceu era Argípia, ela era de sangue real e seu outro filho era Proteu.
Dánao deu uma festa de casamento, entregou a suas filhas adagas, e elas mataram seus maridos enquanto eles dormiam; exceto Hipermnestra, que poupou Linceu porque este havia respeitado a sua virgindade. Dánao trancou Hipermnestra, e suas outras filhas enterraram as cabeças dos maridos em Lerna, prestaram honras fúnebres em frente da cidade, e foram purificadas por Atena e Hermes, a comando de Zeus. Dánao em seguida entregou Hipermnestra em casamento a Linceu, e escolheu os maridos das outras filhas através de uma competição atlética.
Linceu sucedeu Dánao como rei de Argos, e teve, com Hipermnestra, o filho Abas.